# Stactobia takuk
Stactobia takuk är en nattsländeart som beskrevs av Wells och Huisman 1993. Stactobia takuk ingår i släktet Stactobia och familjen smånattsländor. Inga underarter finns listade i Catalogue of Life.